# Predazzo
Predazzo (deutsch veraltet Pardatsch, im lokalen Dialekt: Pardàc) ist eine italienische Gemeinde (comune) in der Provinz Trient, Region Trentino-Südtirol, mit 4543 Einwohnern (Stand 31. Dezember 2023).

## Geographie
Der im Osten des Fleimstales (Val di Fiemme) auf 1018 m s.l.m. gelegene Ort liegt am Zusammenfluss des Torrente Travignolo mit dem aus dem Fassatal kommenden Avisio. Predazzo ist im Süden eingegrenzt von der Lagorai-Kette und im Nordosten von der zu den Dolomiten gehörenden Latemar-Gruppe. Östlich führt das gleichnamige vom Travignolo durchflossene Tal zum Passo Rolle und Passo Valles. Predazzo grenzt an die Gemeinden Moena, Tesero, Panchià, Ziano di Fiemme, Primiero San Martino di Castrozza und Canal San Bovo sowie an die Südtiroler Gemeinden Deutschnofen und Welschnofen.

## Geschichte
1447 wurde den Einwohnern vom Fürstbischof von Trient Georg Hack mit der Regola feudale eine weitestgehende Selbstverwaltung gewährt. Die Regola von Predazzo gehört der Talgemeinde Fleims an. Mit der Auflösung des Fürstbistums gehörte Predazzo nach der napoleonischen Epoche von 1815 bis 1919 zur Gefürsteten Grafschaft Tirol und somit zur Habsburgermonarchie. Im Jahr 1819 machte hier der Geologe Giuseppe Marzari Pencati eine Entdeckung, die das damals vorherrschende Geologieverständnis wesentlich beeinflusste, als er entgegen der geltenden Theorie für älter eingestufte Gesteinsschichten auf jüngeren Schichten liegend vorfand. In der Folge wurde Predazzo zum Ziel zahlreicher Felduntersuchungen und unter anderem von Leopold von Buch, Alexander von Humboldt und Maria Matilda Ogilvie Gordon aufgesucht.
Bis zum Ersten Weltkrieg war Predazzo eine Garnison der k. u. k. Armee, 1914 lag hier das II. Bataillon des Tiroler Landesschützenregiments Nr. III.
Bis 1963 war der Ort Endbahnhof für die im Ersten Weltkrieg erbaute Fleimstalbahn.

### Bevölkerungsentwicklung
| Jahr      | 1921 | 1931 | 1951 | 1961 | 1971 | 1981 | 1991 | 2001 | 2011 | 2021 |
| --------- | ---- | ---- | ---- | ---- | ---- | ---- | ---- | ---- | ---- | ---- |
| Einwohner | 3783 | 3236 | 3411 | 3783 | 3985 | 4053 | 4110 | 4298 | 4531 | 4522 |

Quelle: ISTAT

## Wirtschaft
Predazzo ist nicht nur die größte Gemeinde des Fleimstals, sondern auch dessen wirtschaftliches Zentrum. Hier hat der Pastahersteller Felicetti als größter industrieller Arbeitgeber seinen Sitz. Predazzo ist zudem ein bekanntes Wintersportgebiet. Am nördlichen Ortsrand liegt die Skisprunganlage Trampolino dal Ben mit der Großschanze (Hillsize 134 m) und der Normalschanze (Hillsize 106) sowie drei kleineren Nachwuchs-Schanzen. Auf dieser Anlage wurden die Wettbewerbe der Skispringer und die Sprungwettbewerbe der Nordischen Kombination bei den Nordischen Skiweltmeisterschaften 1991, 2003 und 2013 im Val di Fiemme ausgetragen.

## Sehenswürdigkeiten
Predazzo ist neben den Wintersportmöglichkeiten bekannt für sein geologisches Museum (Museo di Geologia), das eine Großzahl gut erhaltener Fossilien, Minerale und Gesteine beherbergt.

## Gemeindepartnerschaften
- Hallbergmoos,  (Oberbayern), seit 1994[3]

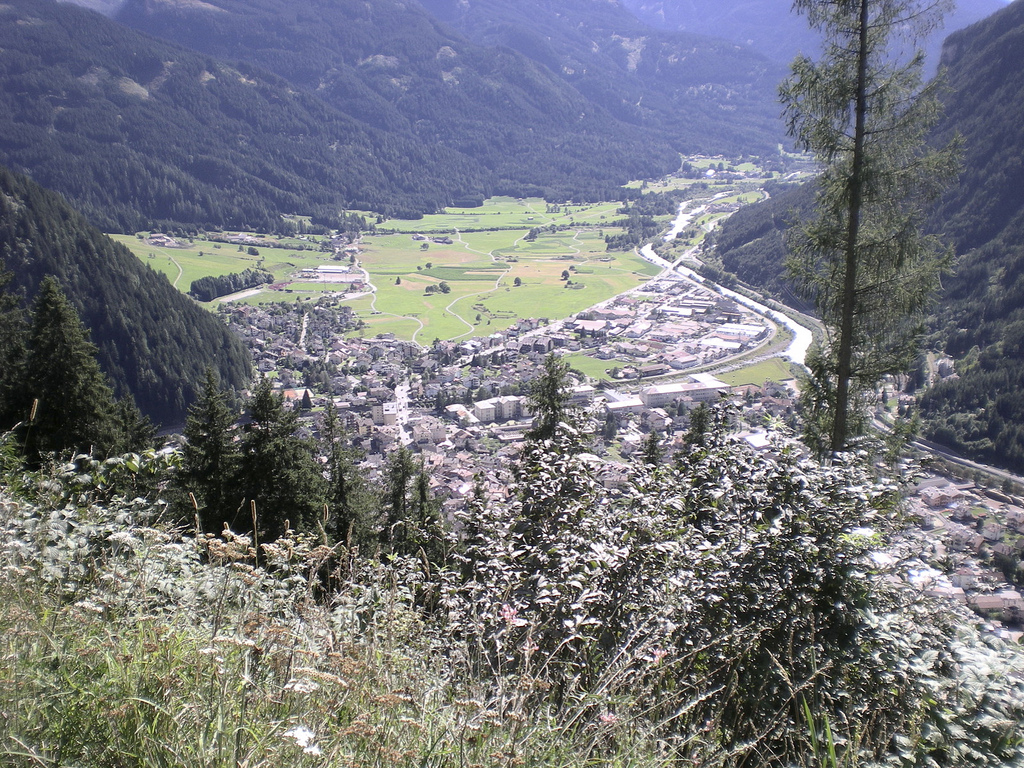
Predazzo
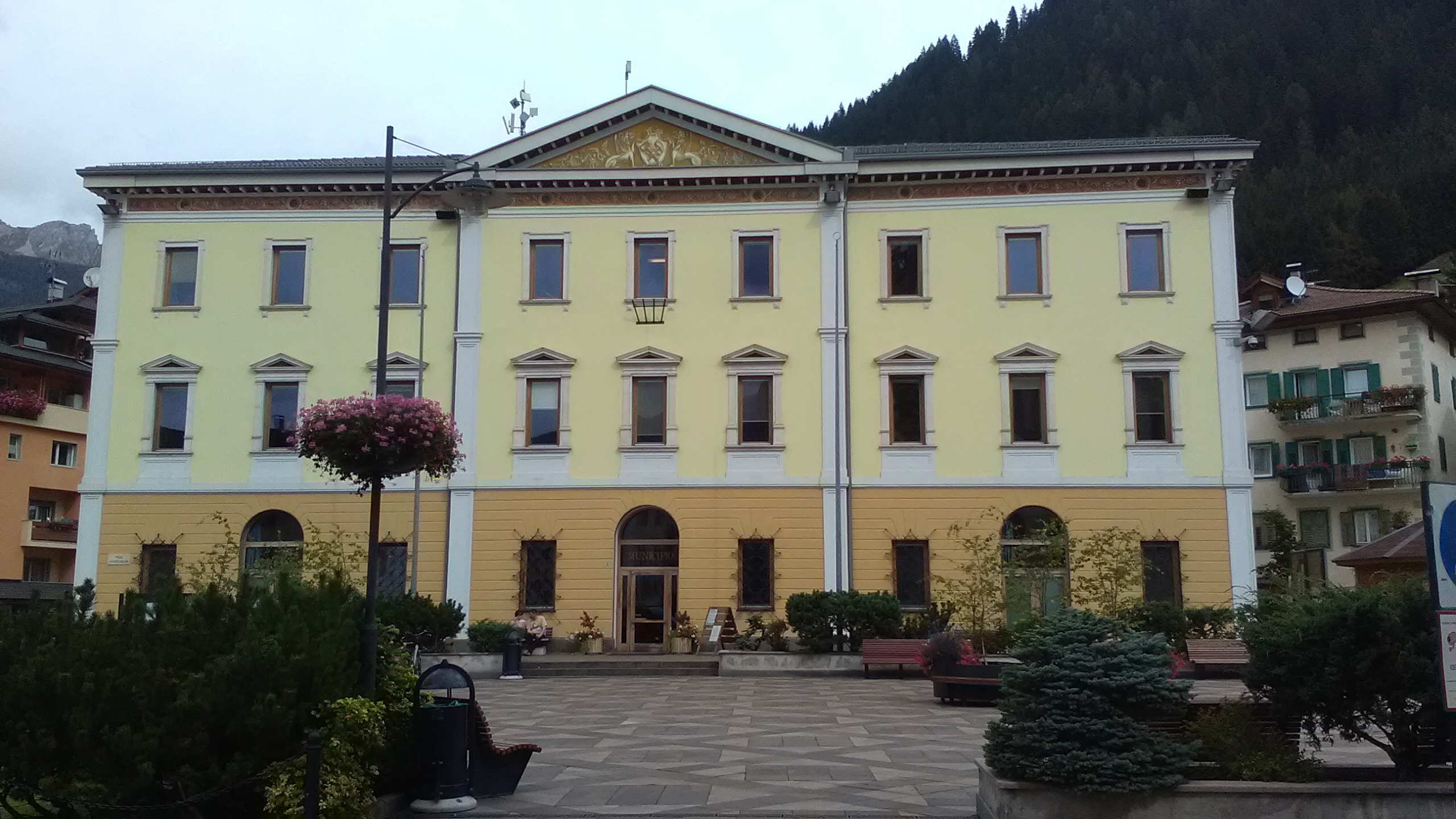
Rathaus
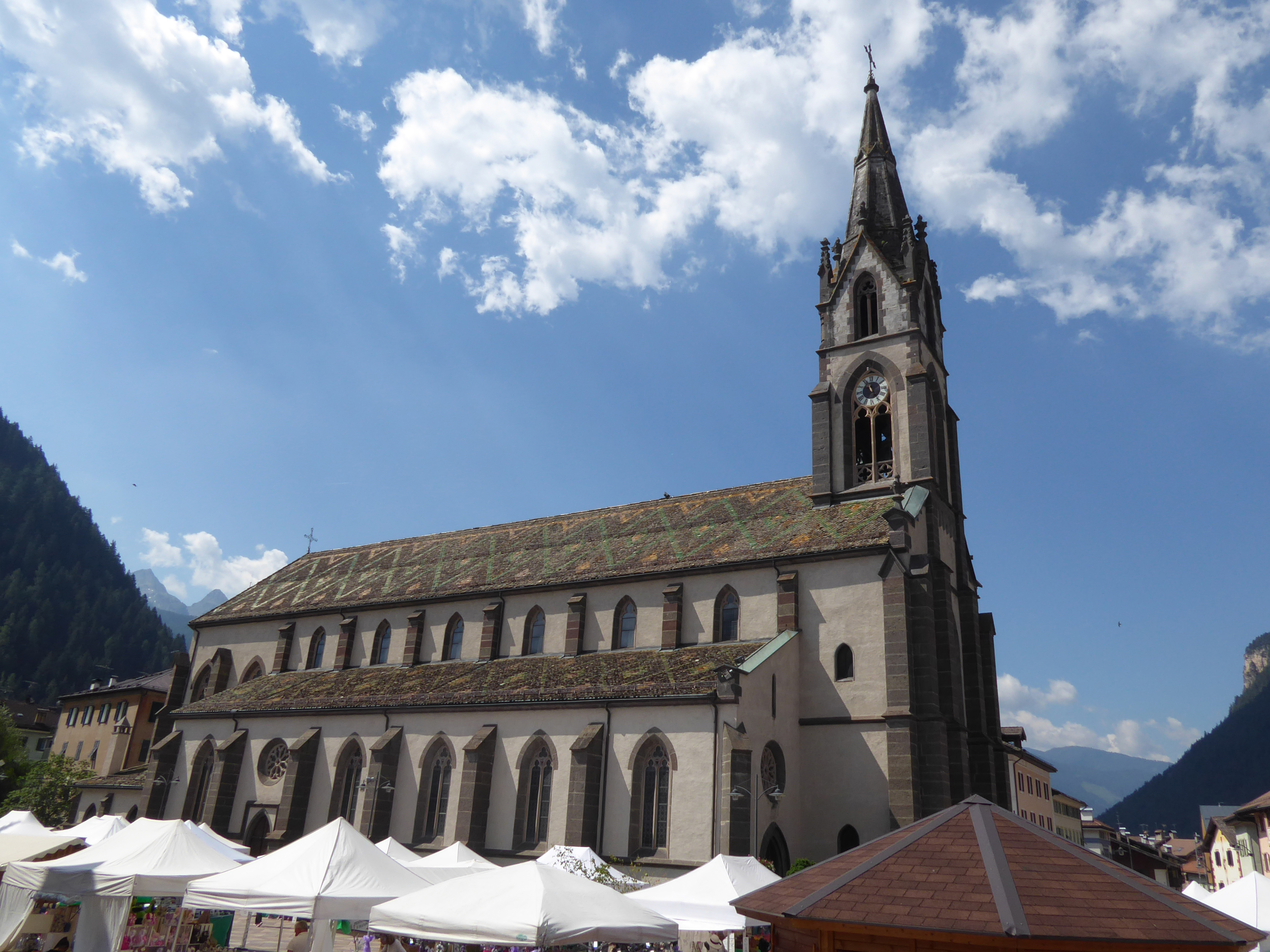
Pfarrkirche Santi Filippo e Giacomo
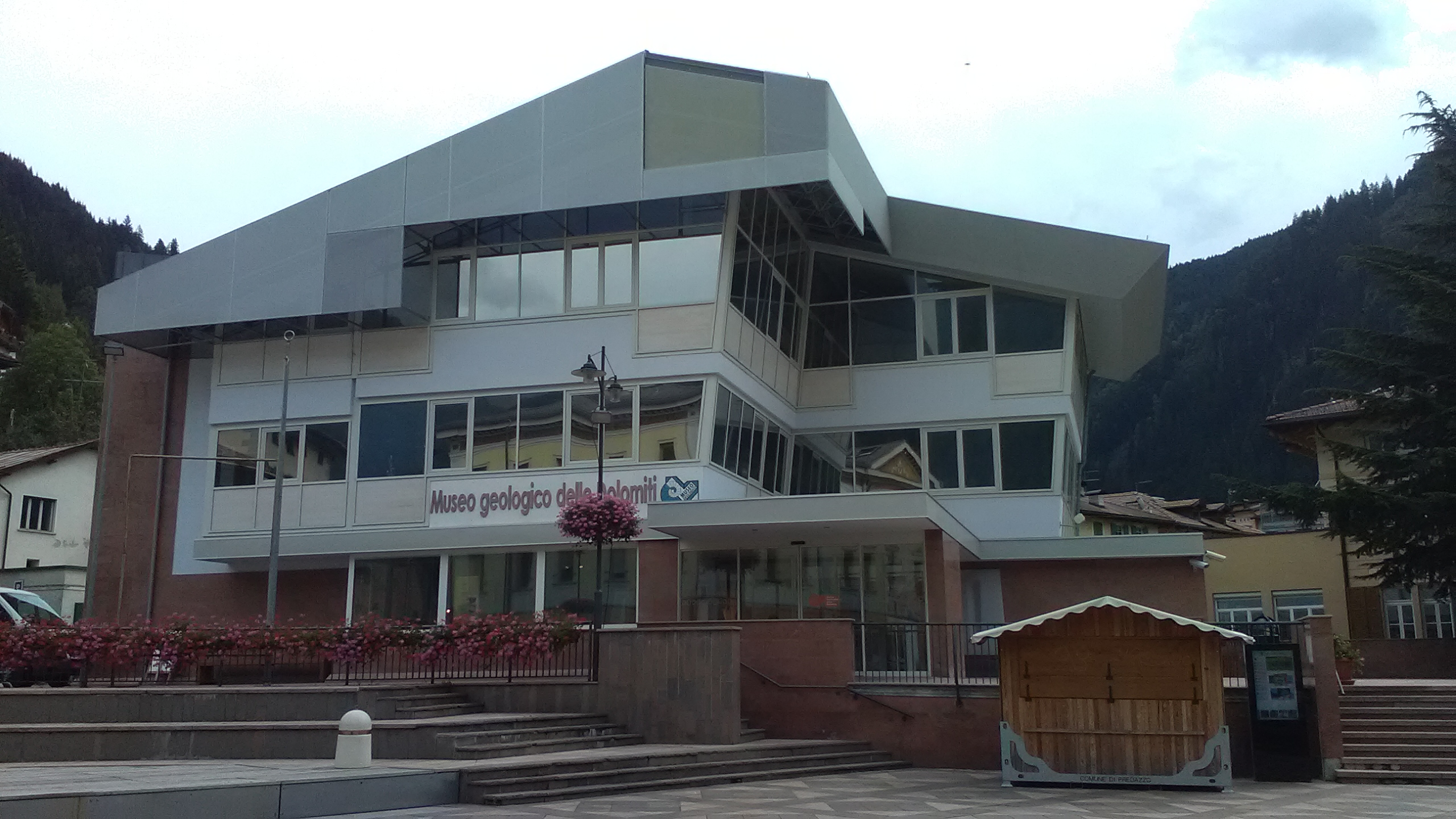
Geologisches Museum der Dolomiten
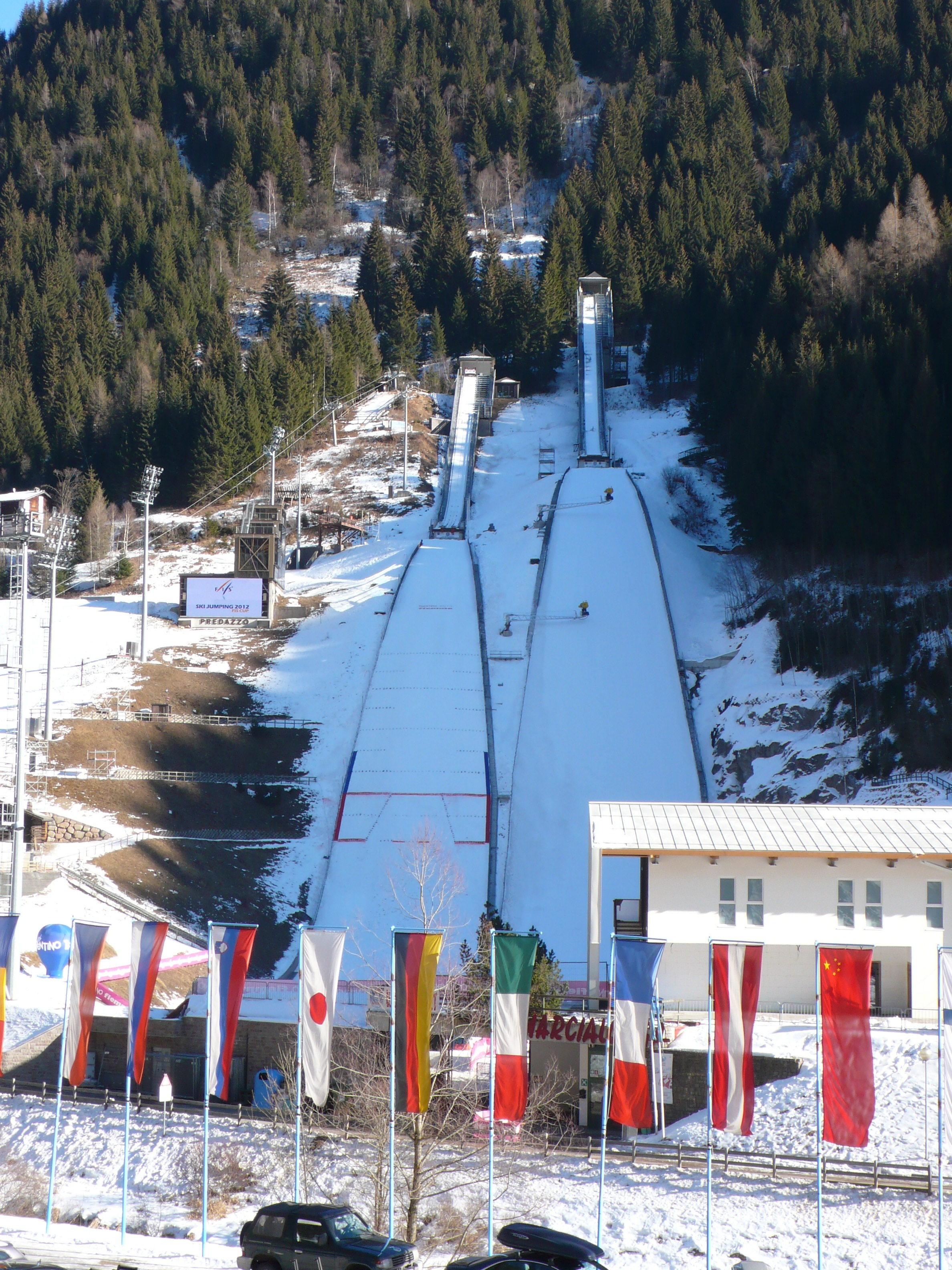
Skisprunganlage